# James Robertson Justice
James Robertson Justice (15 de junho de 1907 - 2 de julho de 1975) foi um famoso ator inglês  dos anos 1940, 1950 e 1960.

## Biografia
Nascido James Norval Harald Robertson Justice, no distrito de   Lee,  em Lewisham, no sul de Londres, era filho de James Robertson Justice, um geólogo escocês de Aberdeen. Educado no  Marlborough College, em Wiltshire, Justice começou a estudar ciências no University College London  mas deixou a instituição depois de um ano e tornou-se estudante de geologia, na Universidade de Bonn. Mas também abandonou o curso após um ano. Falava muitas línguas (possivelmente mais de 20), incluindo espanhol, francês, grego, dinamarquês, russo, alemão, italiano, holandês e gaélico escocês.
Em 1927,  voltou ao Reino Unido e tornou-se um jornalista da Reuters em Londres, acompanhando Ian Fleming, o criador de James Bond. Depois de um ano, emigrou para o Canadá, onde trabalhou como vendedor de seguros, ensinou inglês numa escola de rapazes, foi lenhador e mineiro , em busca de ouro. Voltou pobre para a Inglaterra, num cargueiro holandês, pagando a sua passagem com trabalho a bordo.
No seu regresso à Inglaterra serviu como secretário da Associação Britânica de Hóquei no Gelo no princípio dos anos 1930 e levou a equipa do Reino Unido ao Campeonato Europeu de 1932, em Berlim. O time ficou em sétimo lugar. Combinou as suas atividades administrativas em 1931 e 1932 atuando como guarda-redes (goleiro, em português brasileiro) nos London Lions.
Participou de uma corrida com um  Wolseley Hornet Special, na Corrida de 1000 Milhas do British Automobile Racing Club em Brooklands de 3 a 4 de maio de 1932. O carro foi desclassificado. No ano seguinte um "J. Justice (J.A.P. Special)" competiu em Brighton Speed Trials: "a máquina de Justice "Tallulah" desligou-se com muito barulho antes do fim da corrida, e foi enviada para trás para recomeçar muito atrás da arcada no terraço". A competição de Brighton foi vencida por Whitney Straight. Segundo Denis Jenkinson: "Esvoaçando na periferia da equipa estava James Robertson-Justice". Em fevereiro de 1934, Straight recebeu um novo Maserati: "Jimmy Justice foi a Itália para ir buscar o primeiro carro, que era 8CM número 3011". Motor Sport  reportava,  em 1963: "Lembramo-nos dele em Lewes com uma G.N. e, numa corrida de revezamento, com uma Wolseley Hornet".
Justice deixou Inglaterra novamente para se tornar um polícia para a Liga das Nações no Território de Saar Basin (uma região da Alemanha ocupada e governada por França e Alemanha, sob uma Liga das Nações originada no Tratado de Versalhes). Depois de os nazis chegarem ao poder, combateu na Guerra Civil Espanhola, ao lado dos republicanos. Foi aqui que deixou, pela primeira vez, crescer a sua barba que era lhe era característica, que deixou durante toda a sua carreira. No seu regresso a Inglaterra, juntou-se à Reserva Naval de Voluntários Reais, mas depois de ser ter ferido em 1943 (devido a estilhaços de uma bomba alemã), ficou reformado.
Em 1941, Justice casou-se com  a enfermeira Dillys Hayden (1914-1984), em Chelsea . Ela deu à luz o seu filho, também chamado James. Quando ele voltou da guerra, reinventou-se com mais fortes raízes escocesas e dizia ter nascido em 1905 sob uma destilaria na Ilha de Skye, Escócia. Ele também alegou, em diferentes ocasiões, ter nascido em  Wigtown, Wigtownshire, atualmente em  Dumfries and Galloway. Concorreu, sem sucesso, a uma vaga no parlamento,  como representante do distrito eleitoral de  North Angus and Mearns, pelo  Partido Trabalhista, na eleição geral em 1950.

### Carreira de ator
Justice começou a atuar depois de se juntar ao Player's Club de Londres. O clube, sob a alçada do presidente Leonard Sachs que foi mais tarde director na série "Os bons velhos tempos", da BBC, que iria estar em exibição na Victorian Music Hall. Uma noite estando com Sachs, foi recomendado para o filme "Para aqueles em Peril" no Verão de 1944.
Como ator, com esta personalidade dominante, físico maciço (jogou rugby pelo Beckenham RFC First XV em 1924/5 juntamente com Johnnie Cradock que se tornou o parceiro da chef de TV Fanny), rico e voz efervescente, foi facilmente estabelecido como uma boa aquisição nas comédias inglesas. O seu primeiro grande papel foi como director de uma escola secundária no filme "Vice Versa", escrito e realizado por Peter Ustinov, que o escolheu em parte porque ele tinha sido "um colaborador do meu pai na Reuters". Justice foi o cirurgião Sir. Lancelot Spratt em "Doctor" uma série de filmes dos anos 50 e 60, começando com "Doctor in the House" em 1954, no papel que, possivelmente, é o pelo qual mais é lembrado. Nos seus filmes era muitas vezes chamado de Seamus Mòr na Feusag (escocês para Grande James com a barba), James R. Justice, James Robertson ou James Robertson-Justice. 
A 31 de agosto de 1957, ajudou a lançar a estação de TV Televisão Escocesa, apresentando o primeiro programa do canal, "Isto é a Escócia". De 1957 a 1960, e novamente em 1963 a 1966, foi reitor da Universidade de Edimburgo. No filme de guerra "As armas de Navarone" de 1961, Robertson-Justice teve um dos papéis principais assim como narrou a história.
Apareceu em mais 4 filmes com o colega actor com quem contracenou em "Navarone" Gregory Peck, incluindo "Captain Horatio Hornblower", e mais conhecido "Moby Dick" no qual Robertson-Justice fez de capitão com um braço também atacado pela baleia branca. No filme, a personagem de Robertson-Justice tenta ser amiga do Capitão Ahab (protagonizado por Peck), mas fica admirado e tem repulsa à persigação obsessiva de Ahab a Moby Dick.

### Velhice
Depois de vários casos amorosos, e o afogamento do seu filho em 1949 no seu poço em casa em Whitchurch, Hampshire, Justice separou-se da sua mulher; ela eventualmente ddivorciou-se dele em 1968. Conheceu a atriz Irene von Meyendorff em 1960 nos bastidores de "The Ambassadress" (título original alemão: "Die Botschafterin") e ficaram juntos, eventualmente casando em 1975, três dias antes de morrer.
Não muito depois de completar "Chitty Chitty Bang Bang" em 1968, Justice sofreu um AVC severo, o que assinalou o início do fim da sua carreira. Sofreu vários AVC seguintes, o que o deixou inapto para trabalhar, e morreu pobre em 1975. As suas cinzas foram enterradas no porto do Norte da Escócia perto da sua anterior residência. 
Uma biografia chamada "James Robertson Justice - O que é o tempo da hemorragia?" (com nome a partir de uma piada do seu primeiro filme "Doctor") foi publicado por Tomahawk Press a 3 de Março de 2008. Foi escrito por James Hogg, Robert Sellers e Howard Watson.